# Дітер Ердманн
Дітер Ердманн (нім. Dieter Erdmann; 11 квітня 1920, Герліц — 21 грудня 1996, Райнбах) — німецький офіцер-підводник, оберлейтенант-цур-зее крігсмаріне.

## Біографія
1 жовтня 1938 року вступив на флот. З 2 березня 1940 року служив в 12-ї протичовнової флотилії. З 7 січня по 15 червня 1941 року пройшов курс підводника. З 16 червня по 9 вересня 1941 року — командир взводу 2-го навчального дивізіону підводних човнів. З 22 жовтня 1941 по 9 жовтня 1942 року — 1-й вахтовий офіцер на підводному човні U-406. З 15 жовтня по 14 листопада 1942 року пройшов курс командира човна. З 15 жовтня 1942 по 30 листопада 1943 року — командир U-555, з 1 грудня 1943 по 15 червня 1944 року — U-904. В серпні-вересні 1944 року пройшов підготовку в K-Verbände. З вересня 1944 року — командир 263-ї флотилії K-Verbände. 8 травня 1945 року взятий в полон британськими військами. 4 грудня 1947 року звільнений.

## Звання
- Кандидат в офіцери (1 жовтня 1938)
- Морський кадет (1 липня 1939)
- Фенріх-цур-зее (1 грудня 1939)
- Оберфенріх-цур-зее (1 серпня 1940)
- Лейтенант-цур-зее (1 квітня 1941)
- Оберлейтенант-цур-зее (1 квітня 1943)

## Нагороди
- Залізний хрест 2-го класу (1940)
- Нагрудний знак мінних тральщиків (1940)
- Нагрудний знак підводника (2 липня 1942)
- Нагрудний знак флоту (16 жовтня 1942)